# Odbor kosmických technologií a družicových systémů Ministerstva dopravy ČR

Logo Ministerstva doravy

Odbor kosmických technologií a družicových systémů (anglicky Space Technologies and Satellite Systems Department) je odborem Ministerstva dopravy České republiky. Na základě usnesení vlády je odbor přímo odpovědný za řízení[zdroj?] a koordinaci kosmických aktivit v České republice a je pro tyto aktivity také kontaktním bodem.

## Historie
V únoru 2009 je odbor zmiňován pod názvem „Odbor družicových systémů“, kosmické technologie byly do názvu odboru přidány až později, avšak jistě před zářím 2011.
Odbor kosmických technologií a družicových systémů se skládal z:
- Oddělení Evropské kosmické agentury a kosmických programů – věnovalo se tvorbě koncepcí a strategických dokumentů pro oblast kosmických technologií v kontextu Evropské vesmírné politiky a Evropské kosmické agentury (ESA).
- Oddělení Galileo, ITS a GMES – zabývalo se přípravou, řízením a uživatelskou koordinací evropského programu družicové navigace Galileo; integraci navigačních a telekomunikačních technologií do dopravních struktur (inteligentními dopravními systémy, ITS) a aktivitami spojenými s českým podílem na globálním sledování životního prostředí a bezpečnosti (GMES).

Kolem roků 2014–2016 je odbor zmiňován pod názvem „Odbor kosmických aktivit a ITS“ (ITS je zde anglická zkratka inteligentních dopravních systémů). 
V červnu 2021 je odbor zmiňován pod názvem „Odbor inteligentních dopravních systémů, kosmických aktivit a výzkumu, vývoje a inovací“.
V organizačním schématu ministerstva dopravy k 15. říjnu 2023 je odbor uveden pod názvem Odbor kosmických aktivit a nových technologií s číslem 730. Organizačně je začleněn do sekce kanceláře ministra a vnějších vztahů (s číslem 401 či 080, informace na webu MD se neshodují). Podřízená oddělení jsou:
- 731 oddělení kosmických aktivit
- 732 oddělení nových technologií v dopravě

V roce 2014 se uvažovalo o založení národní kosmické agentury, obdoby NASA. V roce 2018 myšlenku vzniku samostatné agentury prosazoval u předsedy vlády Andreje Babiše pražský radní pro dopravu Petr Dolínek.

## Činnost odboru
Odbor kosmických technologií a družicových systémů zajišťuje v rámci Ministerstva dopravy České republiky projekty[zdroj?] a závazky[zdroj?], kterými se ČR podílí na realizaci svých kosmických aktivit v rámci Evropské unie a Evropské kosmické agentury. Je také orgánem integrace navigačních a telekomunikačních technologií do dopravních struktur.
Spoluprací a podporou českých průmyslových a akademických subjektů, orientovaných do oblasti kosmických technologií a aktivit, podporuje růst, konkurenceschopnost a prestiž České republiky v mezinárodním měřítku.[zdroj?] Odbor zajišťuje provoz Českého kosmického portálu, který slouží jako jednotný informační portál pro kosmické aktivity České republiky a přináší informace o těchto aktivitách v České republice i v zahraničí.